# Don Emilio
Don Emilio es una localidad argentina ubicada en el Departamento San Pedro de la Provincia de Jujuy. Presenta el aspecto de una isla rodeada por cañaverales, 11 km al sur de San Pedro de Jujuy y 1 km al este de la Ruta Nacional 34.
La población está compuesta en su mayoría por trabajadores del Ingenio Río Grande de La Mendieta, quienes residen en sencillas viviendas. Cuenta con una escuela y un puesto de salud. En 2010, se licitó una nueva provisión de agua potable sobre la base de una perforación profunda.